# Toronto Huskies
Toronto Huskies fue un equipo de la BAA (posteriormente llamada NBA) con sede en Toronto, Ontario. Los Huskies pueden presumir de ser uno de los equipos, junto a New York Knicks, que participó en el partido inaugural de la BAA. En su única temporada, tuvo un balance de 22–38. Disputaba sus encuentros en el Maple Leaf Gardens.

## Temporadas
Los Huskies disputaron una única temporada y no llegaron a clasificarse para los playoffs.
| Temporada             | G  | P  | %    | Playoffs     | Resultado |
| --------------------- | -- | -- | ---- | ------------ | --------- |
| Toronto Huskies (BAA) |    |    |      |              |           |
| 1946-47               | 22 | 38 | .367 | No clasificó |           |
| Total                 | 22 | 38 | .367 |              |           |
| Playoffs              | 0  | 0  | .000 |              |           |

## Plantilla
- Mike McCarron B
- Leo Mogus A/P
- Red Wallace B
- Dick Fitzgerald A
- Kleggie Hermsen A/P
- Dick Schulz B/A
- Roy Hurley B/A
- Bob Mullens B
- Ed Sadowski P
- Harry Miller A/P
- Charlie Hoefer B
- Frank Fucarino A
- Bob Fitzgerald A/P
- George Nostrand A/P
- Nat Militzok A
- Ray Wertis B
- Ralph Siewert P
- Ed Kasid B
- Gino Sovran B/A  Canadá
- Hank Biasatti B  Canadá